# Eugen Olsen
Eugen Bjerresø Olsen (15. oktober 1899 i Malmø – 20. maj 1972) var en dansk overretssagfører og generalkonsul, søn af generaldirektør Ole Olsen og hustru Anna Ludovika f. Henriksen og far til ceremonimester Christian Eugen-Olsen.
Han blev født, mens faderen var direktør for Malmø Tivoli, men voksede op på landstedet Heslehøj i Hellerup. Han blev student fra Gammel Hellerup Gymnasium 1918, cand.jur. fra Københavns Universitet 1923 og landsretssagfører 1930. Faderen udstykkede og solgte landstedet 1931, men Eugen Olsen flyttede pudsigt nok ind i en villa på den vej, som faderen havde anlagt – Ole Olsens Allé.
Han blev gift 7. februar 1925 med Ida Marie Knipschildt, datter af godsinspektør Henrik Knipschildt (død 1945) og hustru Inger f. von Ditten-Krøldrup (død 1942).
Olsen var medlem af Gentofte Kommunalbestyrelse fra 1950, formand i bestyrelsen for Hellerup Idrætsklub 1926-28 og fra 1943 og for Studenter-Sangforeningen 1934-39 og 1948-51, medlem af bestyrelsen for Dansk Lawn Tennis Forbund 1925-28, generalkonsul for Luxembourg fra 1947, præsident for Foreningen af fremmede Magters Konsuler i Danmark 1950, formand i bestyrelsen for Det kongelige københavnske Skydeselskab og danske Broderskab 1952, medlem af bestyrelsen for Københavns og Omegns Sygehjem 1951, formand i bestyrelsen for A/S J. Moresco's Funktionærers Pensionskasse, for A/S Barnekowhus, for A/S Paladshotellet og for A/S Frascati, medlem af bestyrelsen for A/S J. Moresco, for A/S J. Morescos Holdingselskab, for A/S Vaarst Savværk og Trævarefabrik, for A/S Badeanstalten København, for A/S Søren Tonsgaards Eftf., for A/S Strandvejsgasværket m.fl. Han var Ridder af Dannebrog og Dannebrogsmand.